# ジャムシディアンの方法
ジャムシディアンの方法（ジャムシディアンのほうほう、英: Jamshidian's trick）とは、一因子資産価格モデルに関する計算技法であって、複数資産のポートフォリオに関するオプションを複数のオプションのポートフォリオとして表すものである。
ファルシド・ジャムシディアン（Farshid Jamshidian）が 1989 年に開発した。
この技法は、次に記すとおり単純だが非常に有用な数学的考察に基づくものである。
{\displaystyle \{f_{i}\}} を一実変数の {\displaystyle [0,\infty ]} の上への単調（増加）関数の列、{\displaystyle W} を確率変数、{\displaystyle K\geq 0} を定数とする。
{\displaystyle \sum \limits _{i}f_{i}} も {\displaystyle [0,\infty ]} の上への増加関数だから、方程式 {\displaystyle \sum \limits _{i}f_{i}(w)=K} は一意解 {\displaystyle w\in \mathbb {R} } を有する。
関数 {\displaystyle f_{i}} は単調増加だったから、
{\displaystyle {\text{max}}{\Big \{}\sum _{i}f_{i}(W)-K,\,0{\Big \}}={\text{max}}{\Big \{}\sum _{i}(f_{i}(W)-f_{i}(w)),\,0{\Big \}}}
{\displaystyle =\sum _{i}{\big \{}f_{i}(W)-f_{i}(w){\big \}}1_{\{W\geq w\}}=\sum _{i}{\text{max}}{\big \{}f_{i}(W)-f_{i}(w),\,0{\big \}}}
である。
金融計算への応用例としては、各確率変数 {\displaystyle f_{i}(W)} が資産価格を表し、{\displaystyle K} が複数資産のポートフォリオに関するオプションの行使価格であるとする。
すると、複数資産のポートフォリオに関するオプションのペイオフを、各資産 {\displaystyle f_{i}(W)} に関する行使価格が {\displaystyle f_{i}(w)} であるオプションのポートフォリオで表すことができる。